# Dennis Stratton
Dennis William Stratton, född 9 oktober 1952 i London.
Han var med i Iron Maiden från december 1979 till oktober 1980, Dennis Stratton säger själv att han lämnade Iron Maiden eftersom han inte gick så bra ihop med managern Rod Smallwood, men att de gjorde upp efter att han hade lämnat bandet. Han var med och spelade in bandets första album, Iron Maiden. Han har även spelat in ett antal singlar med bandet.
Stratton är den enda som har varit med och släppt skivor med Iron Maiden, men ändå inte skrivit en enda låt. Hans ersättare, Adrian Smith blev en del av Iron Maidens klassiska uppställning mellan 1982 och 1990. 
Senare på 80-talet var han medlem i Lionheart och Praying Mantis, som fortfarande existerar, där han var en av nyckelfigurerna. 1995 började han och den tidigare Iron Maiden-sångaren Paul Di'Anno att spela in en skiva. De kallade sig "The Original Iron Men" och de släppte två album. Under 2005 lämnade han Praying Mantis, det har ännu ej förklarats varför.

## Diskografi (urval)
Med Iron Maiden
- Iron Maiden (1980)
- Live!! +one (EP, 1980)
- Killers (1981)
- Maiden Japan (även känd som Heavy Metal Army) (1981)
- The First Ten Years (VHS, 1990)
- From Here to Eternity (VHS, 1992)
- The Story So Far Part One (Boxset, 1995)
- Best of the Beast (samlingsalbum, 1996)
- Eddie Head (Boxset, 1998)
- BBC Archives (2002)
- The Early Days (DVD, 2004)
- The Essential Iron Maiden (samlingsalbum, 2005)

Med Lionheart
- Hot Tonight (1984)

Med Praying Mantis
- Live at Last (live) (1990)
- Predator in Disguise (1991)
- A Cry for the New World (1993)
- Only the Children Cry (EP, 1993)
- Play in the East (live) (1994)
- To the Power of Ten (1995)
- Captured Alive in Tokyo City (live, 1996)
- Forever in Time (1998)
- Nowhere to Hide (2000)
- The Journey Goes On (2003)
- Captured alive in Tokyo City (Live-DVD)
- The Best of Praying Mantis (samlingsalbum, 2004)

Paul Di'Anno & Dennis Stratton
- The Original Iron Men (1995)
- The Original Iron Men 2 (1996)
- As Hard As Iron (1996)